# Celebrando 25 años de Juan Gabriel: En concierto en el Palacio de Bellas Artes
Celebrando 25 Años de Juan Gabriel: En concierto en el Palacio de Bellas Artes es el segundo álbum en vivo del cantautor mexicano Juan Gabriel, lanzado al mercado por RCA Records el 13 de enero de 1998. Fue grabado el 22 de agosto de 1997 en el Palacio de Bellas Artes de la Ciudad de México. Fue nominado al Premio Lo Nuestro en la categoría Álbum Pop del Año.

## Lista de canciones[3]

### Disco 1
| N.º | Título                                                               | Duración |  |
| 1.  | «Obertura: El Amor»                                                  | 6:00     |  |
| 2.  | «Que Buena Suerte»                                                   | 3:54     |  |
| 3.  | «Sin Dinero y Con Guitarra: Aquella Melodía»                         | 10:00    |  |
| 4.  | «Recordándote»                                                       | 5:33     |  |
| 5.  | «Así Fue»                                                            | 7:24     |  |
| 6.  | «Cuantos Días Más»                                                   | 4:11     |  |
| 7.  | «Queriendo y No»                                                     | 4:44     |  |
| 8.  | «Hoy Todos Mis Días»                                                 | 5:48     |  |
| 9.  | «Rumbeando Por Madrid: La Madrileña/María José/Cuando Seas Mi Mujer» | 11:36    |  |
| 10. | «Ven a Mi Soledad»                                                   | 4:44     |  |
| 11. | «Amor Eterno»                                                        | 9:01     |  |

### Disco 2
| N.º | Título                                                       | Duración |  |
| 1.  | «El Principio»                                               | 7:16     |  |
| 2.  | «La Herencia»                                                | 4:35     |  |
| 3.  | «Homenaje a Lola: Que Viva Lola/Cucurrucucu Paloma»          | 8:44     |  |
| 4.  | «Te Sigo Amando»                                             | 3:33     |  |
| 5.  | «Costumbres»                                                 | 6:33     |  |
| 6.  | «No Me Arrepiento de Nada»                                   | 3:45     |  |
| 7.  | «Abuso»                                                      | 5:19     |  |
| 8.  | «Chachaseando (Pensando en Ti): Siempre en Mi Mente/Mentira» | 13:37    |  |
| 9.  | «Te Recuerdo Dulcemente»                                     | 5:04     |  |
| 10. | «Obertura: El Amor»                                          | 2:56     |  |